# غولف (لعبة فيديو 1984)
غولف (بالإنجليزية: Golf)‏ ، هي لعبة فيديو إلكترونية من نوع رياضة الغولف، أنتجها شركة نينتندو اليابانية سنة 1984م.

## وصلات خارجية
- غولف على موقع IMDb (الإنجليزية)

- Golf على موبي غيمز
- Golf at NinDB